# Gare de Sorgues – Châteauneuf-du-Pape
Gare de Sorgues – Châteauneuf-du-Pape – stacja kolejowa w Sorgues, w departamencie Vaucluse, w regionie Prowansja-Alpy-Lazurowe Wybrzeże, we Francji.
Została otwarta w 1854 r. przez Compagnie du chemin de fer de Lyon à la Méditerranée (LLM). Jest stacją Société nationale des chemins de fer français (SNCF), obsługiwaną przez pociągi TER Provence-Alpes-Côte d’Azur.